# Библиотека университета Умео

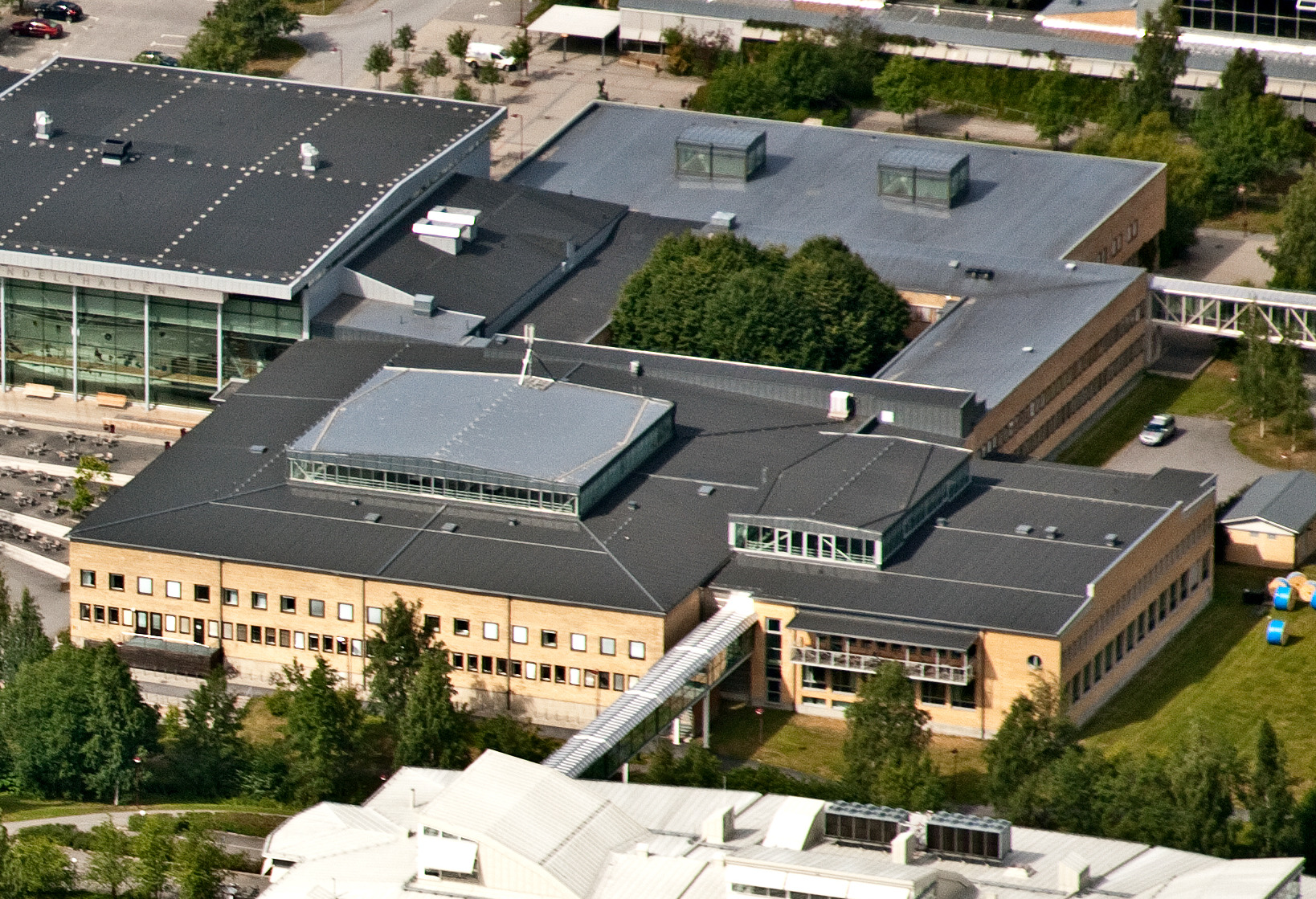
Вид библиотеки с высоты птичьего полёта.

Библиотека университета Умео — одна из семи библиотек в Швеции, которые по закону получают один экземпляр каждой напечатанной в стране книги (швед. pliktbibliotek).

## История
История городской библиотеки Умео началась в 1950 году. В 1951 году библиотека была признана важным культурным учреждением для северной Швеции. Библиотека получает копию каждой новой книги, напечатанной в Швеции. Её фонд постепенно расширяется для предоставления услуг в области исследований и для университетского образования. Она была преобразована в университетскую библиотеку после основания университета Умео в 1965 году. Новое здание главной библиотеки в университетском городке было открыто в 1968 году. С тех пор она была несколько раз реконструирована, последний раз в 2006 году.
Отделения библиотеки существуют в университетской больнице Норрланда, в Кампусе искусств университета Умео и в Эрншельдсвике.